# Parcelarea Verzișori
Parcelarea Verzișori este un sit aflat pe teritoriul municipiului București.

## Galerie

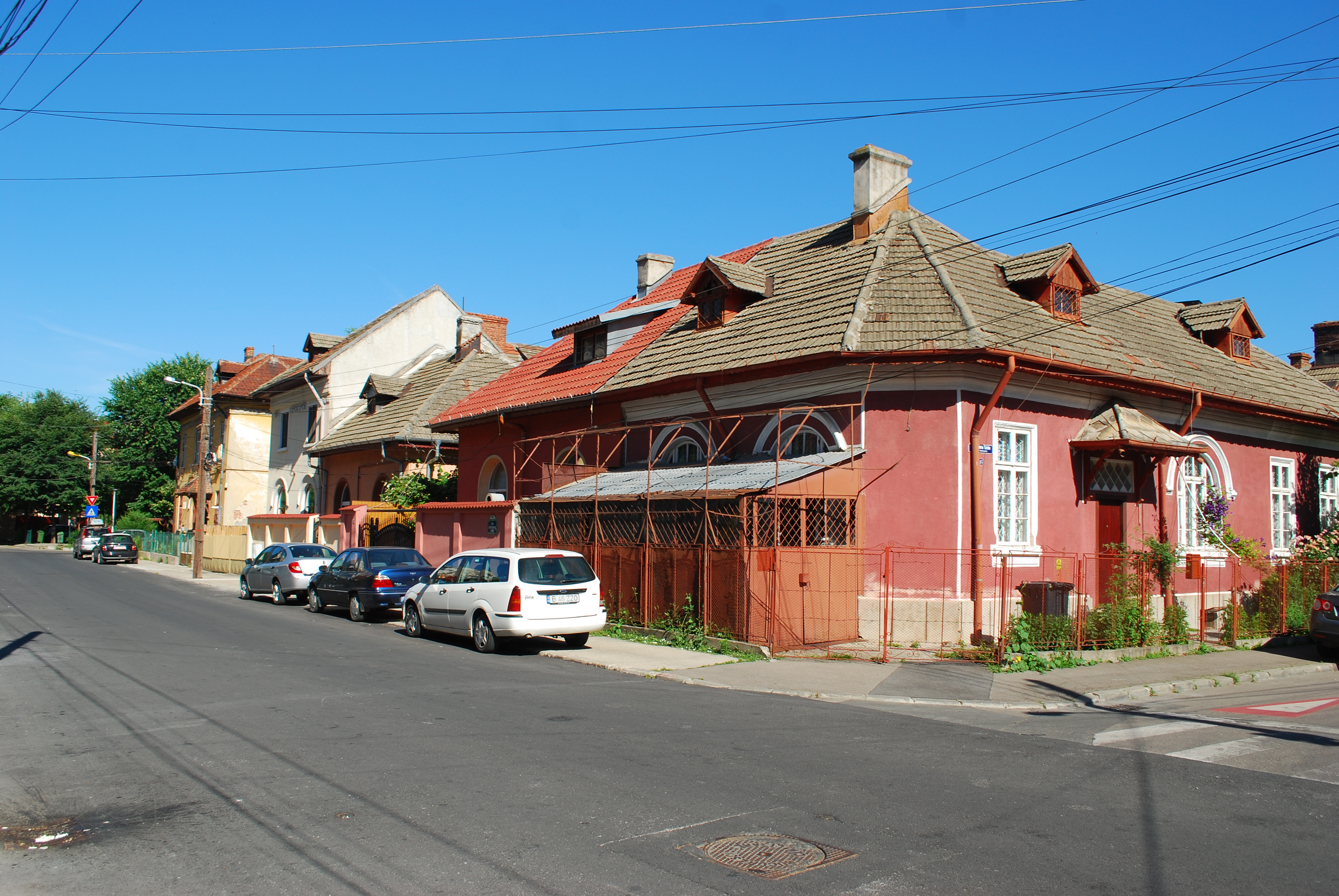
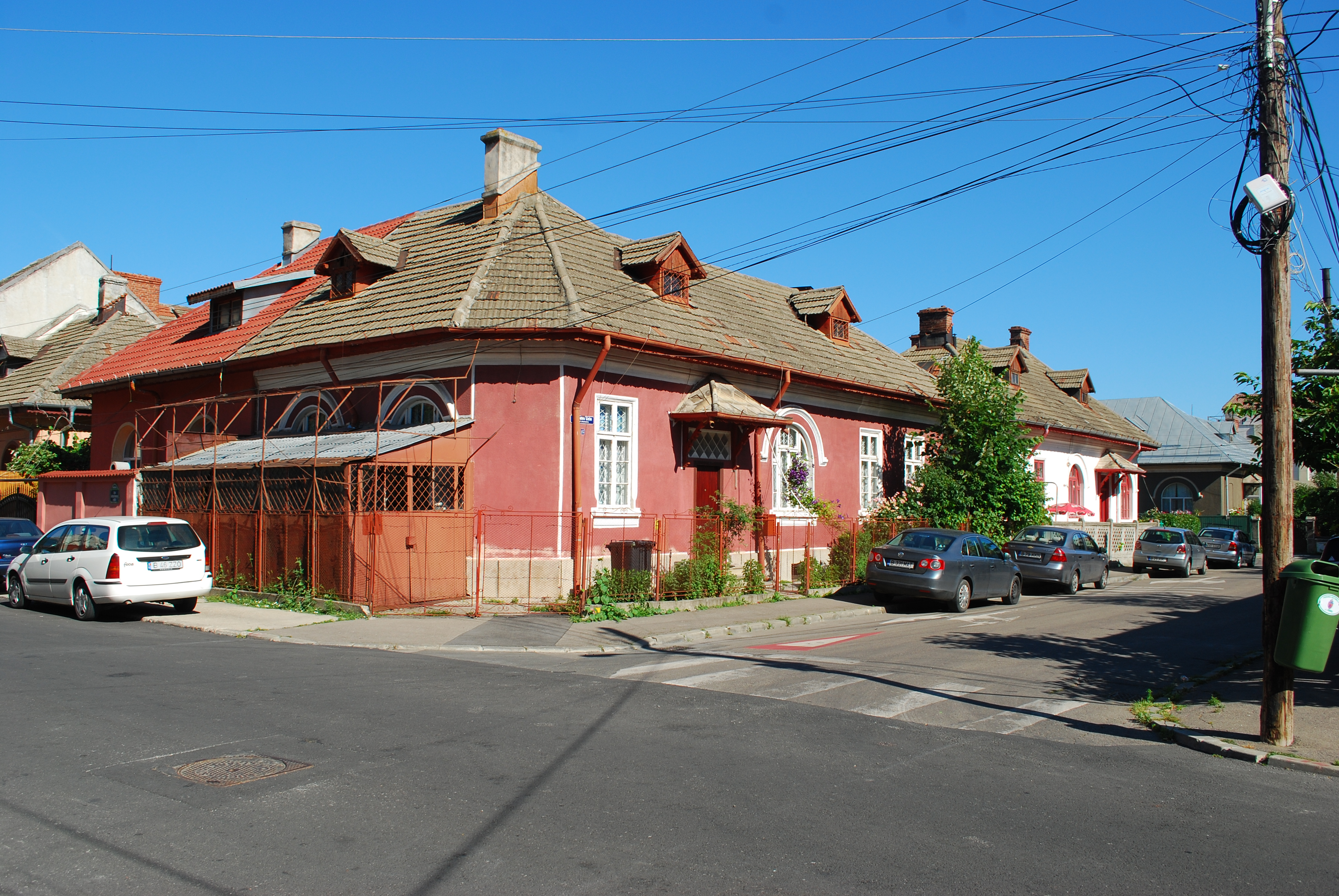
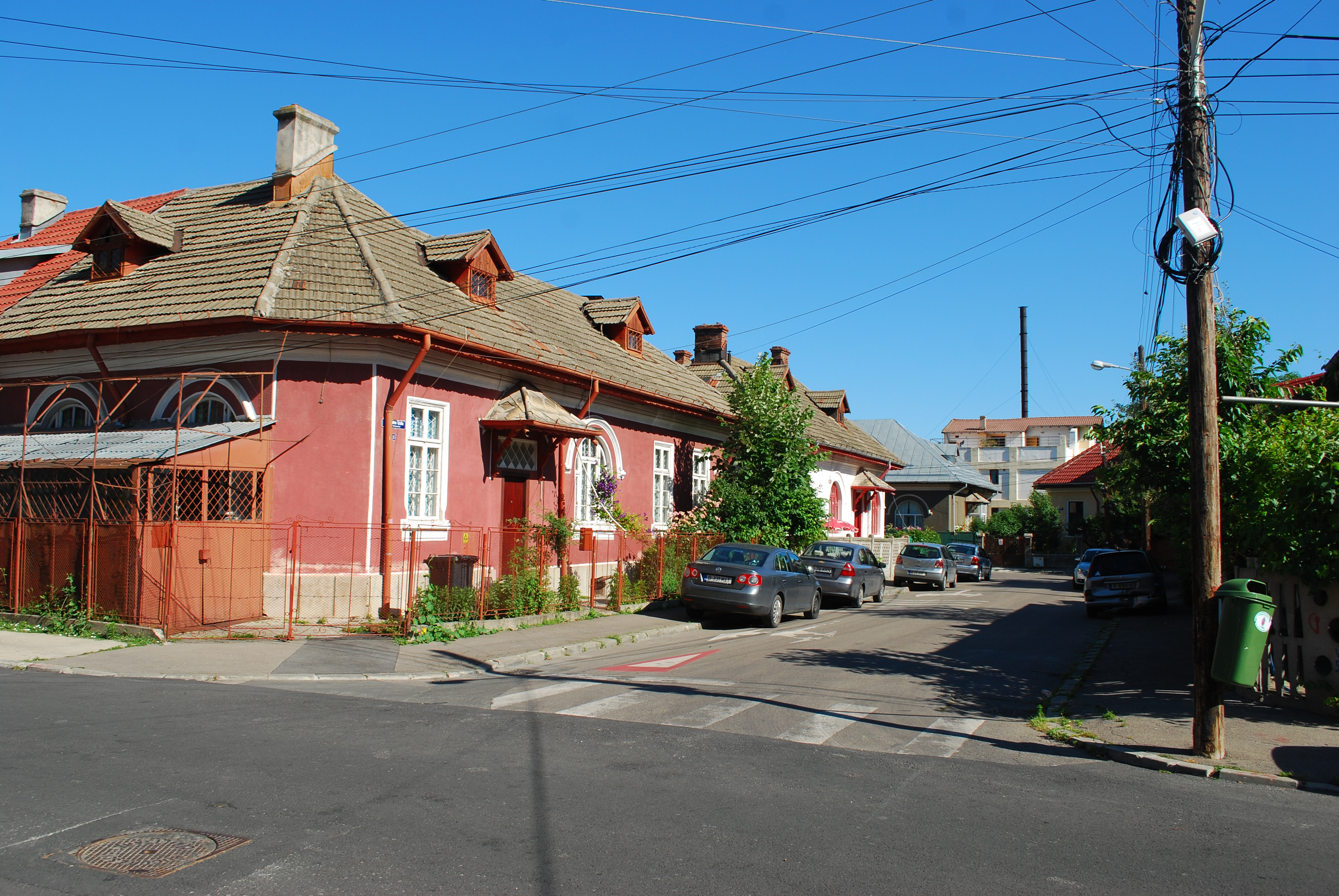
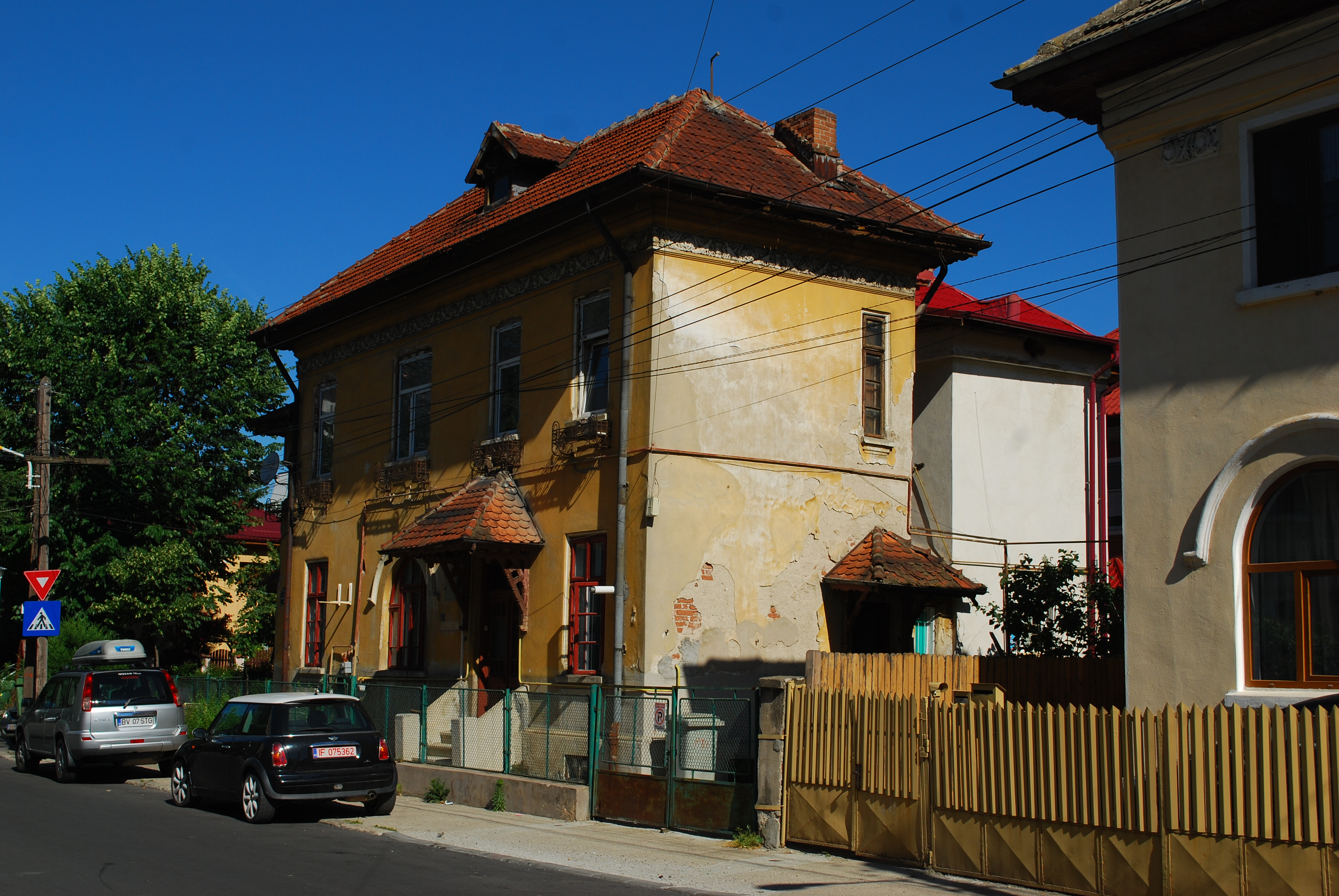